# MADARA Cosmetics
AS «MADARA Cosmetics» — латвийская компания, занимающаяся косметическим бизнесом. Компания основана в 2006 году.
Компания разрабатывает, производит и продает косметику под брендами «MÁDARA» и «MOSSA».
Акции «MADARA Cosmetics» котируются на фондовой бирже Nasdaq Riga в списке First North Baltic (код MDARA). Основные акционеры (декабрь 2018 г.): Улдис Илтнерс (23,92 %), Лотте Тисенкопфа-Илтнере (23,92 %), «Oy Transmeri Group» AB (6 %), Зане Тамане (10,25 %), Лиене Дразниеце (6,83 %).  

## История
Компания под названием ООО «Skin Laboratory» была основана 28 июля 2006 года. 25 марта 2008 года он был переименован в ООО «MADARA Cosmetics». 
11 января 2017 года компания была реорганизована в акционерное общество с целью проведения первичного публичного размещения акций. Публичное размещение акций «Madara Cosmetics» началось 16 октября и закончилось 3 ноября. 10 ноября 2017 года началось котирование акций на фондовой бирже Nasdaq Riga. Акции включены в список First North Baltic. В декабре 2018 года финская компания «Oy Transmeri Group» AB увеличила свою долю в «MADARA Cosmetics» до 23 % путем покупки акций семейной компании Кезенфельдов ООО «Sustainable Investments» (17,09 %).